# Gulbik
Gulbik (niem. Gulbick-See) – jezioro w Polsce, w województwie warmińsko-mazurskim, w powiecie szczycieńskim, w gminie Pasym.

## Położenie i charakterystyka
Jezioro leży na Pojezierzu Olsztyńskim (842.81), natomiast w regionalizacji przyrodniczo-leśnej – w mezoregionie Pojezierza Mrągowskiego. W sąsiedztwie znajduje się wieś Michałki. Otoczenie stanowią lasy należące do nadleśnictwa Olsztyn. Jest jeziorem bezodpływowym a na obszarze jego zlewni o łącznej powierzchni 781,56 ha leżą jeziora Posraczka i Pawlik, a także bagno Próżno.
Do 1953 roku jezioro nosiło niemiecką nazwę Gulbick-See.

## Morfometria
Według danych uzyskanych poprzez planimetrię jeziora na mapach w skali 1:50 000 opracowanych w Państwowym Układzie Współrzędnych 1965, zgodnie z poziomem odniesienia Kronsztadt, powierzchnia zbiornika wodnego to 4,0 ha.
Wysokość lustra wody zbiornika według skanów map topograficznych dostępnych na Geoportalu wynosi 133,2 m n.p.m., natomiast według numerycznego modelu terenu lustro wody znajduje się na wysokości 132,3 m n.p.m.

## Przyroda
Jezioro leży na terenie utworzonego w 1998 Obszaru Chronionego Krajobrazu Pojezierza Olsztyńskiego o łącznej powierzchni 40 997,4 ha.